# Jerdenivka, Haisîn
Jerdenivka (în ucraineană Жерденівка) este localitatea de reședință a comunei Jerdenivka din raionul Haisîn, regiunea Vinnița, Ucraina.

## Demografie
Componența lingvistică a localității Jerdenivka
     Ucraineană (99,28%)
     Alte limbi (0,72%)
Conform recensământului din 2001, majoritatea populației localității Jerdenivka era vorbitoare de ucraineană (99,28%), existând în minoritate și vorbitori de alte limbi.